# Phytomyza coquilletti
Phytomyza coquilletti este o specie de muște din genul Phytomyza, familia Agromyzidae, descrisă de Spencer în anul 1986.
Este endemică în Illinois. Conform Catalogue of Life specia Phytomyza coquilletti nu are subspecii cunoscute.